# Onze-Lieve-Vrouw van Smartenkerk (Sint-Katelijne-Waver)

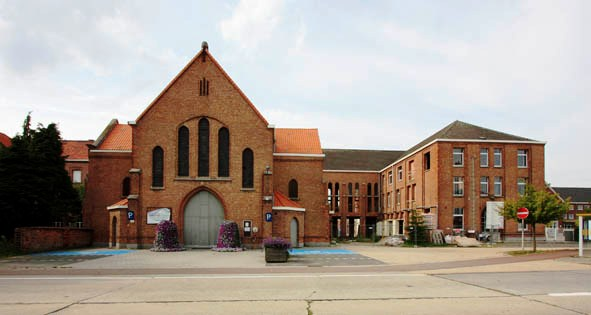
Onze-Lieve-Vrouw van Smartenkerk

De Onze-Lieve-Vrouw van Smartenkerk is een parochiekerk in de Antwerpse plaats Sint-Katelijne-Waver, gelegen aan de Berlaarbaan 227.

## Geschiedenis
Op deze plaats lag oorspronkelijk het Kasteel Hagelstein.
De kerk was oorspronkelijk de openbare kloosterkapel van de paters Passionisten. De kapel werd ingezegend in 1929. Deze kerk werd, evenals het klooster, ontworpen door architect Van den Bulcke. In 1951 werd aan het klooster een linkervleugel toegevoegd. In 1956-1959 werden de gebouwen van het College Hagelstein opgericht.
In 1971 werd in deze omgeving een parochie gesticht en werd de kapel verheven tot parochiekerk. De Passionisten vertrokken in 2005 naar hun hoofdvestiging in Wezembeek-Oppem.